# Phương Sài
Phương Sài là một phường cũ thuộc thành phố Nha Trang, tỉnh Khánh Hòa, Việt Nam.

## Địa lý
Phường Phương Sài có diện tích là 0,83 km², dân số năm 2022 là 23.035 người, mật độ dân số đạt 27.753 người/km².

## Lịch sử
Nơi đây trước kia có tên gọi là Phường Củi, là 1 thôn thuộc xã Phước Hải, tổng Xương Hà, huyện Vĩnh Xương, phủ Diên Khánh, trấn Bình Hòa.
Theo Nghị định ngày 30 tháng 8 năm 1924 của Toàn quyền Đông Dương, làng cổ Phương Sài là một trong năm làng cổ hình thành thị trấn Nha Trang (cũ).
Năm 1937, Nha Trang nâng lên thành thị xã, gồm 5 phường (phường Phương Sài là phường đệ tứ).
Năm 1971, chia Nha Trang làm 11 khu phố, trong đó khu phố Phương Sài thuộc quận 2 (thị xã Nha Trang).
Tháng 9 năm 1975, hợp nhất quận 1 và quận 2, đồng thời chia thị xã Nha Trang thành 17 phường bao gồm phường Phương Sài.
Ngày 28 tháng 9 năm 2024, Ủy ban Thường vụ Quốc hội ban hành Nghị quyết số 1196/NQ-UBTVQH15 về việc sắp xếp đơn vị hành chính cấp xã của tỉnh Khánh Hòa giai đoạn 2023 – 2025 (nghị quyết có hiệu lực từ ngày 1 tháng 11 năm 2024). Theo đó, sáp nhập toàn bộ 0,46 km² diện tích tự nhiên và quy mô dân số là 9.993 người của phường Phương Sơn vào phường Phương Sài.
Phường Phương Sài có 0,83 km² diện tích tự nhiên và quy mô dân số là 23.035 người.

## Kinh tế
Tính đến tháng 10 năm 2022, thu ngân sách phường Phương Sài là 7.187 triệu đồng, đạt 83,9% so với kế hoạch.